# Ilyas Afandiyev
Ilyas Mahammad oglu Afandiyev (Azerbaijani: Əfəndiyev İlyas Məhəmməd oğlu) fue un escritor Azerbaiyano y soviético, miembro de la Unión de Escritores de Azerbaiyán (1940), Artista Honorario de Azerbaiyán (1960), ganador del Premio Estatal de Azerbaiyán (1972) y Escritor del Pueblo de Azerbaiyán (1979).

## Biografía
Ilyas Afandiev nació el 26 de mayo de 1914 en Karyagino, Imperio ruso (ahora Fuzuli Rayon, Azerbaiyán). En 1938 graduó en el Instituto Pedagógico Estatal Lenin Azerbaiyán en Bakú. En 1939, su colección de "Cartas desde el pueblo" se publicó. En 1945, se publicó su colección de cuentos "Noches serenas" . Las colecciones están dedicadas a la intelligentsia soviética. Afandiyev también se hizo conocido como dramaturgo cubriendo temas psicológicos que todavía se representan. Fue el autor de novelas, bocetos y artículos de crítica literaria.
Afandiyev murió el 3 de octubre de 1996 en Bakú y fue enterrado en el Alley of Honor (cementerio público y Memorial) de la ciudad.

## Trabajos

### Juegos
- Expectativas (1940)
- Formas brillantes (1947)
- Inundaciones de primavera (1948)
- La familia de Atayevs (1954)
- Siempre estás conmigo (1965)
- Mi culpa (1969)
- Un diablo vino de un desierto ardiente
- Una araña de diez mantas
- Crea en nosotros
- No puedo olvidar (1968)
- Diarios Borrados (1970)
- La canción se mantuvo en las montañas (1971)
- Chico extraño (1973)
- Voz que viene de los jardines (1976)
- Khurshidbanu Natavan (1980)
- En el palacio cristalino
- Shaikh Khiyabani (1986)
- Nuestro destino extraño (1988)Acoplamiento de los amores en el infierno (1989)
- Un solo árbol acebuche (1991)
- Hombres sensatos y locos (1992)
- El gobernante y una niña (1994)

### Novelas
- Canal Willow (1958)
- Puente Cornel (1960)
- Tres amigos más allá de las montañas (1964)Plátano de khan
- Cuento de Bulbul y Valeh (1976-1978)
- Hombre viejo, no mires atrás (1980)